# 1911 у літературі
Стаття є списком літературних подій та публікацій у 1911 році.

## Книги
- «Лігво білого хробака» (англ. The Lair of the White Worm) — роман Брема Стокера.
- «Невинність отця Брауна» — збірка оповідань Ґ. К. Честертона.
- «Новий Макіавеллі» — роман Герберта Веллса.
- «Білий павич» (англ. The White Peacock) — роман Девіда Герберта Лоуренса.

## П'єси
- «Чорна Пантера і Білий Ведмідь» — п'єса Володимира Винниченка.
- «Індуліс і Арія» — п'єса Райніса.
- «Маленьке кафе» (фр. Le petit café) — комедія Трістана Бернара.

## Нагороди
- Нобелівську премію з літератури отримав бельгійський письменник Моріс Метерлінк.

## Народились
- 26 березня — Теннессі Вільямс, американський драматург (помер у 1983).
- 8 квітня — Еміль Чоран, румунський і французький філософ і письменник (помер у 1995).
- 15 травня — Макс Фріш, швейцарський прозаїк, драматург і публіцист (помер у 1991).
- 15 червня — Вілберт Одрі, британський дитячий письменник.
- 30 червня — Чеслав Мілош, польський поет, прозаїк, лауреат Нобелівської премії з літератури 1980 року (помер у 2004).
- 2 листопада — Одіссеас Елітіс, новогрецький поет, лауреат Нобелівської премії з літератури 1979 року (помер у  1996)
- 11 грудня — Наґіб Махфуз, єгипетський письменник, лауреат Нобелівської премії з літератури 1988 року (помер у  2006).

## Померли
- 25 квітня — Еміліо Сальгарі, італійський письменник (народився в 1862).
- 30 квітня — Станіслав Бжозовський, польський письменник, літературний критик, філософ (народився в 1878).
- 28 червня — Архип Юхимович Тесленко, український письменник (народився в 1882).
- 29 жовтня — Джозеф Пулітцер, американський видавець, журналіст (народився в 1847).